# Kijakowo
Kijakowo (biał. Кіякова; ros. Кияково) – wieś na Białorusi, w obwodzie witebskim, w rejonie dokszyckim, w sielsowiecie Sitce.

## Historia
W czasach zaborów wieś leżała w gminie Pariafianów, w powiecie wilejskim w guberni wileńskiej Imperium Rosyjskiego.
W dwudziestoleciu międzywojennym folwark a następnie majątek leżał w Polsce, w województwie wileńskim, w powiecie duniłowickim, od 1926 w powiecie dziśnieńskim, w gminie Parafianów.
Według Powszechnego Spisu Ludności z 1921 roku zamieszkiwało tu 57 osób, 48 było wyznania rzymskokatolickiego a 9 prawosławnego. Jednocześnie 23 mieszkańców zadeklarowało polską a 34 białoruską przynależność narodową. Było tu 7 budynków mieszkalnych. W 1931 w 5 domach zamieszkiwało 51 osób.
Wierni należeli do parafii rzymskokatolickiej w Parafianowie a prawosławnej w m. Sitce Wielkie. Miejscowość podlegała pod Sąd Grodzki w Dokszycach i Okręgowy w Wilnie; właściwy urząd pocztowy mieścił się w Parafianowie.